# Histoire des Treize
Histoire des Treize (em português, A história dos treze) é uma série de três romances publicada por Honoré de Balzac entre 1833 e 1839. Faz parte das Cenas da vida parisiense da Comédia Humana.
Sob este título, com uma breve introdução especial, Balzac agrupou: 
- Ferragus: Chief of the Devorants (Ferragus, chefe dos devoradores), romance publicado pela primeira vez em 1833 na Revue de Paris;
- La Duchesse de Langeais (A duquesa de Langeais), publicado em 1834 em L'Écho de la Jeune France sob o título de Ne touchez pas à la hache, que manteve até 1839;
- La fille aux yeux d'or (A menina dos olhos de ouro), publicado em 1834.

Os Treze, de acordo com a introdução de Balzac, são: 
Treze homens imbuídos pelo mesmo sentimento, todos dotados de uma grande energia para serem fiéis à mesma ideia, muito prontos para cometerem traição, mesmo que seus interesses fossem opostos, muito profundamente políticos para dissimular as ligações sagradas que lhes unem, muito fortes para se colocarem acima de todas as leis, muito ousados para tudo empreender, e muito felizes para ter quase sempre sucesso em seus desígnios (...). Enfim, para que nada escape à sombria e misteriosa poesia desta história, estes treze homens continuam desconhecidos, ainda que todos tenham realizado as mais bizarras ideias que sugere à imaginação o poder atribuído aos Manfredo, aos Fausto, aos Melmoth; e todos hoje estão divididos, dispersados, ao menos.
Trata-se, de fato, de uma sociedade secreta que leva a Comédia humana a um universo fantástico, o famoso "fantástico social" tal qual o definia Charles Nodier, um gênero em que Eugène Sue era excelente, com seus Mistérios de Paris
A sociedade secreta estava no centro do sonho de muitos escritores do século XIX. O próprio Balzac, entusiasta das ciências ocultas, tentou fundar uma franco-maçonaria literária, com a ideia de um poder sem limite. Sua associação tinha o nome de Cheval Rouge (Cavalo Vermelho), pois ele concebia a reunião de seus membros como um grupo de talentos fogosos que acabariam por obter os postos chave do mundo literário, teatral e jornalístico. León Gozlan e Théophile Gautier se juntaram a ela, mais por amizade que convicção.
Esse diabo de homem, dizia ele, tinha um tal poder de visão que ele nos descrevia a cada um, nos menores detalhes, a vida esplêndida e gloriosa que a associação lhe permitiria.
Balzac não teve muito sucesso com esse grupo, que acabou por se dissolver.